# ユーリー・ソドル
ユーリー・イヴァノヴィチ・ソドル（ウクライナ語: Содоль Юрій Іванович、1970年12月26日 - ）は、ウクライナの軍人。ウクライナ英雄。
2024年2月11日から同年6月24日までウクライナ統合軍司令官を務めた。

## 経歴
1992年にスームィ高等砲兵指揮学校、2002年にウクライナ国防大学校を卒業。
2003年から空挺部隊に勤務。2007年に第25空挺旅団の司令官に任命された。
2014年、第25空挺旅団長としてドンバス戦争に参加。
2015年、ウクライナ空中機動軍副司令官に任命された。2018年3月6日、ウクライナ海兵隊司令官に任命された。2018年12月5日、中将に昇進。
2023年、作戦戦術グループ「ドネツク」を指揮した。
2024年2月11日、ゼレンスキー大統領によってウクライナ統合軍司令官に任命された。
同年6月までにホルティツィア作戦軍の司令官として反転攻勢作戦以降にロシア軍に占領された地域の奪還のためにウクライナ軍を指揮した。しかし クラスノホリフカ防衛戦の状況を悪化させたとウクライナ人ジャーナリストに非難されている。
2024年6月23日、 アゾフ旅団指揮官代理のボフダン・クロテヴィチによって「何千人もの味方兵士を殺害した無能」として批判され、ソーシャルメディアに告発された。
この騒動にウクライナ国外のメディアも反応し、ワシントンポストは26日、「アゾフの指揮官は2022年のマリウポリ防衛まで遡ってソドルの失態を非難した。ソドルは東部戦線を指揮していた際、必要な弾薬を持たないままアゾフ旅団に前進を命じ、司令官が実行不可能だと反発すると調査を開始した。ソドルは軍を適切に指揮しておらず、彼の決定によってウクライナ軍、国家親衛隊、その他の防衛部隊の兵士が何千人も死亡し、前線での立場が弱まり広大な領土が失われた」と報じた。
同年6月24日、ゼレンスキー大統領によって統合軍司令官を解任され、後任にはアンドリー・フナトフ准将が起用された。同年10月14日、軍を退役したと報じられた。